# Cerco affari disperatamente
Cerco affari disperatamente (Barry'd Treasure) è un reality televisivo statunitense andato in onda su A&E. La serie è uno spin-off di Affari al buio e vede come protagonista Barry Weiss. Quest'ultimo viaggia in giro per gli Stati Uniti, in cerca di rari oggetti d'antiquariato e oggetti da collezione. In Italia, la serie è stata trasmessa da History ogni martedì, a partire dal 13 gennaio 2015 alle 21:00.

## Episodi
| Nº | Titolo                         | Titolo originale                           | Prima TV USA   | Prima TV Italia  |
| -- | ------------------------------ | ------------------------------------------ | -------------- | ---------------- |
| 1  | Il fratello preferito          | The Candyman Can't                         | 18 marzo 2014  | 13 gennaio 2015  |
| 2  | In sella a una zebra           | Kentuckyana Jones and the Emperor's Vessel | 25 marzo 2014  | 20 gennaio 2015  |
| 3  | Manifesti d'epoca              | Big Vice Country                           | 1º aprile 2014 | 27 gennaio 2015  |
| 4  | Sotto copertura                | Birthday on the Bayou                      | 8 aprile 2014  | 3 febbraio 2015  |
| 5  | Attenti alla scimmia!          | Show Me the Monkey                         | 15 aprile 2014 | 10 febbraio 2015 |
| 6  | Nella città del peccato        | The Unbearable Enlightenment of Barry      | 29 aprile 2014 | 17 febbraio 2015 |
| 7  | Il collezionista di giocattoli | Blackman and Robin                         | 29 aprile 2014 | 24 febbraio 2015 |
| 8  | Nei panni di uno stuntman      | All About Evel                             | 6 maggio 2014  | 3 marzo 2015     |